# Rododendron
Rododendron (af græsk rhodódendron, af rhódon (= rose) og déndron (= træ)) en meget artsrig slægt af små træer og buske, både løvfældende og stedsegrønne. Slægten har både alpine/arktiske, tempererede og tropiske arter. Man kender ikke antallet af arter, da det kræver en nærmere undersøgelse af arternes levesteder for at afgøre, om der f.eks. er tale om en enkelt art med syv varianter eller syv selvstændige arter. Der findes omkring 500 sorter og arter til salg og til plantning udendørs i Danmark, og af dem er kun ca. 30 almindelige. "Rododendron" er slægtens danske navn, og det botaniske er Rhododendron, med stort R og et h. 
Rododendron hører til lyng-familien. Hertil regnes også de fleste arter, der tidligere blev regnet til slægten Azalea. De fleste rododendron-arter er fundet i ret utilgængelige bjergegne i det indre af Kina og Himalaya. Nogle er dværgbuske, som f.eks. lapprose, der vokser i Nord-Norge.  Rododendron er blandt Nepals nationalsymboler som landets nationalblomst. 
Der findes også krydsninger mellem arter som f.eks. Rhododendron 'Cunninghams White', der er en krydsning mellem Rhododendron caucasium og Rhododendron ponticum.

## Underslægter
Efter undersøgelser af DNA og kemiske stoffer i planterne i 2004, har man foreslået en ny opdeling af slægten Rhododendron, sådan at den består af 5 underslægter:
- Rhododendron subg. Rhododendron L., der omfatter lepidote arter
- R. subg. Hymenanthes (Blume) K.Koch, der omfatter mange dyrkede, elepidote, stedsegrønne arter og løvfældende Azalea
- R. subg. Azaleastrum Planch., der omfatter nogle sjældent dyrkede, stedsegrønne  azaleaarter og arter i den tidligere slægt Menziesia
- R. subg. Choniastrum Franch., der omfatter Rhododendron campionae, Rhododendron honcockii, R. latoucheae, Rhododendron moulmainense og Rhododendron stamineum
- R. subg. Therorhodion (Maxim.) A. Gray, der kun omfatter Rhododendron camtschaticum

Flora of China 2010 mener der mindst 9 underslægter af Rododendron  

## Azalea
Azalea er den danske betegnelse for visse arter af rododendron. Begrebet anvendes både om løvfældende rododendron-arter og om visse stedsegrønne arter (som egentlig burde kaldes rododendron). Navneforbistringen skyldes den kendsgerning, at de stedsegrønne dværgrododendron, som kaldes "azalea" i daglig tale, produceres af væksthusgartnere til stuebrug, mens de løvfældende azaleaer produceres af planteskolegartnere til havebrug. De to gartnerbrancher har altså navngivet hver deres produkter enslydende.
Af de stedsegrønne, er kun en varietet fuld hårdfør, mens en kultivar er nogenlunde hårdfør.
- Japansk azalea (Rhododendron subg. Azaleastrum sect. Tsutsusi) – Stueazalea – Stedsegrønne Azalea:
- Haveazalea (Rhododendron subg. Hymenanthes sect. Pentanthera) – Løvfældende Azalea:
  - Guldazalea (Rhododendron luteum)

Japanske azaleaer kaldes også for Stueazalea. Desuden kaldes de for stedsegrønne azalea, selvom nogen er løvfældende. Arterne er lepidote
- Rhododendron yakushimanum

## Liste over beskrevne Rododendronarter
- Underslægt: Rhododendron L., der omfatter lepidote arter 
  - Sektionen Alperose: 
    - Rustbladet alperose (Rhododendron ferrugineum)
    - Rhododendron augustinii
    - Rhododendron carolinianum
    - Rhododendron saluenense
    - Rhododendron 'Lavendula'

  - Sektionen Post:
    - Mosepost (Rhododendron tomentosum)
    - Grønlandsk post (Rhododendron groenlandicum)

- Underslægt: Hymenanthes (Blume) K.Koch, der omfatter mange dyrkede, elepidote, stedsegrønne arter og løvfældende Azalea
  - Catawba-rododendron (Rhododendron catawbiense)
  - Rhododendron canadense
  - Rhododendron fortunei
  - Rhododendron fulgens
  - Rhododendron calophytum
  - Rhododendron maximum
  - Rhododendron macrophyllum
  - Rhododendron sinogrande
  - Rhododendron smirnowii
  - Rhododendron traillianum
  - Rhododendron 'Blue Peter'
  - Rhododendron 'Lee's Dark Purple'
  - Rhododendron 'Sappho'
  - Rhododendron 'Cunningham's White'
  - Rhododendron 'Onkel Dines'
  - Haveazalea (sektion Pentanthera):
    - Guld-azalea (Rhododendron luteum)
    - Rhododendron canadense

- Underslægt: Azaleastrum Planch., der omfatter nogle sjældent dyrkede, stedsegrønne arter af Azalea og arter i den tidligere slægt Menziesia
  - Rhododendron sect Tsutsusi
  - Rhododendron kanehirai
- Underslægt: Choniastrum Franch.
  - Rhododendron campionae
  - Rhododendron honcockii
  - Rhododendron latoucheae
  - Rhododendron moulmainense
  - Rhododendron stamineum
- Underslægt: Therorhodion (Maxim.) A. Gray
  - Rhododendron camtschaticum

## Note
1. ↑  rododendron — ODS
2. ↑  lapprose – Store norske leksikon
3. ↑  NEPAL: National Signs
4. ↑  Loretta Goetsch, Andrew Eckert og Benjamin Hall fra University of Washington, se Newsletter of the Fraser South Rhododendron Society, vol. 18 nr 2, 2005 Arkiveret 21. februar 2007 hos  Wayback Machine
5. ↑  "Flora of China 2010". Arkiveret fra originalen 13. oktober 2017. Hentet 13. oktober 2017.